# Lliga catalana de bàsquet femenina 2005-2006
La XVIII Lliga Nacional Catalana Femenina 2005 fou la divuitena edició de la Lliga catalana de bàsquet. La competició se celebrà el 25 de setembre de 2005 al Palau Blaugrana de Barcelona i fou organitzada per la Federació Catalana de Basquetbol. Hi participaren l'UB Barça i el Cadí la Seu. Es proclamà campió el club blaugrana per 91 a 49, que guanyà el seu setè i darrer títol a la competició. A nivell individual, destacà la jugadora catalana Cristina García amb 18 punts, màxima anotadora del partit. La final fou retransmesa en directe pel Canal 33.

## Final
| En negreta = Equip guanyador Pts = Punts Nota: Noms dels equips segons l'època |

| 25 de setembre de 2005 12:30 Informe | UB Barça                                        | 91–49 | Cadí la Seu   | Palau Blaugrana, Barcelona Àrbitres: Feixa i Soler |
| 25 de setembre de 2005 12:30 Informe | Resultats per quarts: 16-15, 21-15, 25-7, 29-12 |       |               | Palau Blaugrana, Barcelona Àrbitres: Feixa i Soler |
| 25 de setembre de 2005 12:30 Informe | Pts: García 18                                  |       | Pts: Lelas 11 | Palau Blaugrana, Barcelona Àrbitres: Feixa i Soler |

| UB Barça | Cadí la Seu |

| #           | Jugadora           | Pts |
| ----------- | ------------------ | --- |
|             | Laura Antoja       | 11  |
|             | Marta Fernández    | 6   |
|             | Cristina García    | 18  |
|             | Íngrid Pons        | 12  |
|             | Svetlana Rodionova | 6   |
|             | Helen Luz          | 2   |
| 8           | Sandra Gallego     | 15  |
|             | Milene Vukicevic   | 2   |
|             | Érika de Souza     | 3   |
| Total       | Total              | 66  |
| Entrenadora |                    |     |
| Sílvia Font |                    |     |

| Campió de la Lliga Catalana 2005-2006 |
| ------------------------------------- |
| UB Barça Setè títol                   |

| #           | Jugadora           | Pts |
| ----------- | ------------------ | --- |
|             | Cristina Sousa     | 2   |
|             | Maria Teresa Checa | 0   |
|             | Kristina Vengryte  | 4   |
|             | Angeliki Tokmaki   | 2   |
|             | Kristina Lelas     | 11  |
|             | Laura Navarro      | 6   |
|             | Esperanza Almorza  | 10  |
|             | Celia Macià        | 6   |
|             | Tamara Stocks      | 8   |
| Total       | Total              | 49  |
| Entrenador  |                    |     |
| Oriol Villà |                    |     |